# Museo de Arte Sacro (Asunción)

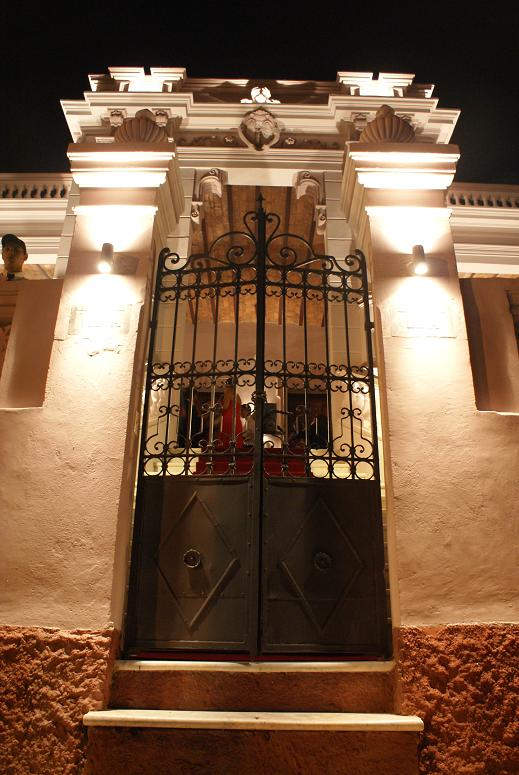
Puerta de Acceso de Villa Lina.

El Museo de Arte Sacro de la Fundación Nicolás Darío Latourrette Bo es un museo con una colección de piezas de escultura del arte sacro del barroco hispano-guaraní, situado en la ciudad de Asunción, Paraguay. El museo está ubicado en la Villa Lina, una edificación de estilo ecléctico de principios de siglo XX, ubicada en la esquina de las calles Manuel Domínguez y Paraguari en las alturas del Cerro Antequera una de las siete colinas de Asunción. Situada en uno de los puntos más altos de Asunción, a sólo unos pasos de la gran Escalinata Antequera, referente urbano de la ciudad.
Villa Lina también es la sede de la Fundación Nicolás Darío Latourrette Bo.

## Características

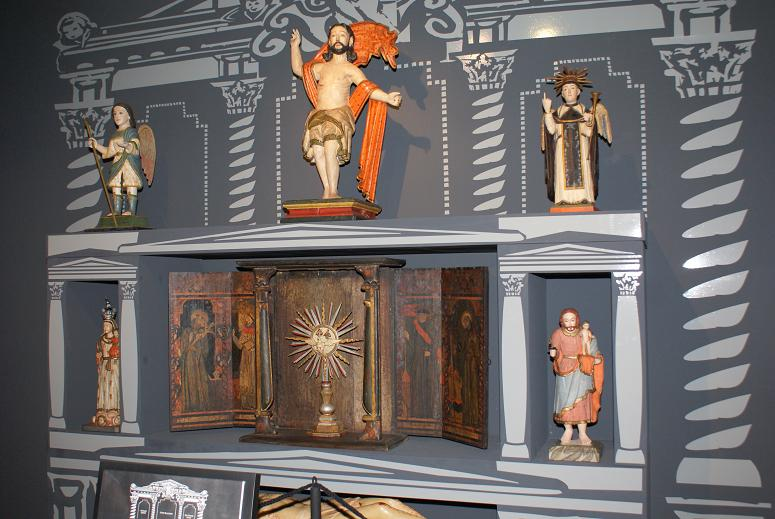
Recreación Retablo Hispano-Guaraní.

El Museo de Arte Sacro, inaugurado el 24 de marzo de 2010 y habilitado al público el 27 de marzo del mismo año, alberga 97 obras pertenecientes a la Colección de la Fundación Nicolás Darío Latourrette Bo. Dicha colección está compuesta por más de 700 piezas y está considerada como una de las colecciones privadas de arte sacro barroco guaraní, Siglos XVII y XVIII, más grandes e importantes del mundo.
El museo cuenta con seis salas organizadas temáticamente, un salón auditorio, cafetería, una librería y tienda de regalos y una terraza para eventos al aire libre. En el mismo se desarrolla una agenda variada que incluye conciertos, obras de teatro y otras manifestaciones culturales.
El Museo de Arte Sacro fue declarado de interés cultural por la Secretaría Nacional de Cultura de la República del Paraguay, así como de interés turístico por la Secretaría Nacional de Turismo de la República del Paraguay y de interés municipal por la Junta Municipal de la Municipalidad de Asunción.

## Obras destacadas
- El modelo original de San Pedro Arrepentido o San Pedro de las Lágrimas, imagen de estilo barroco tallada en madera del siglo XVII, obra del Hermano José Brasanelli, considerado el Miguel Ángel de las Misiones.

- La Virgen Mestiza, imagen de madera policromada, del siglo XVIII, con marcadas facciones nativas, que perteneció a la Colección de Doña Josefina Pla.

- El Cristo de la Paciencia, imagen de madera policromada del siglo XVIII, que sobresale por la gran expresividad de su rostro.

### La mascota del museo

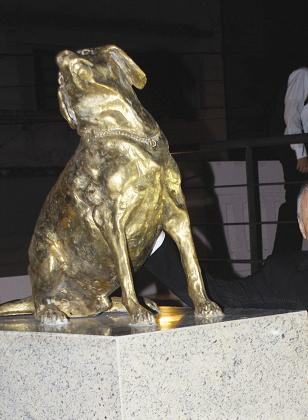
Gonzalo, escultura de Gustavo Beckelmann.

Gonzalo, un labrador negro, es la mascota oficial del museo. Tiene su propia escultura, hecha por el escultor paraguayo Gustavo Beckelmann, que se encuentra en la Plazoleta de Gonzalo, al costado de la terraza.

### La bañera de Madame Lynch
En el patio del museo se encuentra la bañera de mármol blanco de Elisa Alicia Lynch, conocida popularmente como Madame Lynch, quien fuera pareja del mariscal Francisco Solano López, y que fue donada al museo por Pedro Zuccolillo.

### La cápsula del tiempo
Conmemorando el bicentenario de la independencia del Paraguay, se depositó el 14 de mayo de 2011 una cápsula del tiempo en la sede del museo. La «Cápsula del tiempo del Bicentenario de la Independencia Nacional» contiene todo lo referente al Paraguay contemporáneo, con miras de que sea abierta en un acto público a celebrarse el 14 de mayo de 2111, cuando se celebre el Tricentenario de la Independencia Nacional. El objetivo de esta cápsula es transmitir todas las tradiciones, costumbres, cultura, hechos históricos y peculiaridades del Paraguay contemporáneo a la generación del siglo venidero.
Distintas personalidades de diversos ámbitos del quehacer nacional paraguayo fueron convocadas a participar. La cápsula del tiempo no solo tiene textos, documentos y testimonios de relevancia cultural e histórica, sino también guarda objetos, dando especial relevancia a la artesanía que con el paso del tiempo podría desaparecer. Se documentarán en videos los procesos de elaboración de orfebrería en plata, filigrana, cerámica y distintos tejidos como el ñandutí, el Ao po'i, incluyéndose también muestras de los mismos. También serán depositadas semillas de los árboles típicos de nuestro país como el lapacho (rosado, blanco y amarillo), naranja hái, jacarandá, etc. En cuanto a las tradiciones se incluirán las comidas típicas, la etiqueta y las costumbres de nuestra época.